# PROM

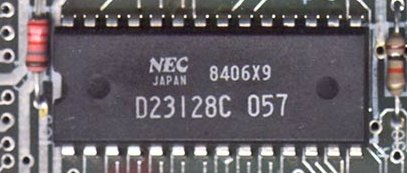
D23128C PROM a ZX Spektrumon.

A PROM (az angol programmable read-only memory rövidítése) programozható olvasható memória, területileg programozható olvasható memória (FPROM) vagy egyszer programozható változtathatatlan memória (OTP NVM) a digitális memória egy olyan fajtája, ahol minden egyes bit beállítását egy biztosíték garantálja. Az ilyen PROM-okat arra használják, hogy hosszú távon is megőrizzék a programokat. Az a legnagyobb különbség a Promok és a ROMok között, hogy itt csak azután lehet használni a programot, miután az adott PROM teljes egészében elkészül. 
A PROM-okat üresen készítik el, és az alkalmazott technológiától függően félvezető lapocskákkal, végső teszteléskor vagy a rendszerbe építve lehet felprogramozni. A technológia elterjedtsége miatt a vállalatok tarthatnak belőle készleteket, és csak akkor programozzák fel ezeket, amikor valóban szükség van rájuk. Ezeket a memóriákat videókonzolokban, RFIDekben, beültethető készülékekben, HDMI-kben és számos más kereskedelmi, illetve autoelektronikai készülékben is felhasználják.

## Története
A PROM lényegét 1956-ban New York Garden City részében az Amerikai Bosch Arma Vállalat Arma részlegénél dolgozó Wen Tsing Chow találta ki. A találmányra az Amerikai Légierőnek volt szüksége, mégpedig ahhoz, hogy sokkal biztonságosabban és rugalmasabban tudják tárolni az állandóan használt adatokat az Atlas E/F ICBM légi digitális számítógépében. A szabadalmat és az ahhoz kapcsolódó technológiát egész addig titokban tartották, míg az Atlas E/F volt az USA ICBM haderejének legfőbb támasza. A PROM-ok programozásához használható gépeket is Chow felügyelete alatt dolgozó mérnökök készítették el.  